# Uiraúna
Uiraúna è un comune del Brasile nello Stato del Paraíba, parte della mesoregione del Sertão Paraibano e della microregione di Cajazeiras. Dista 476 chilometri da João Pessoa, la capitale dello Stato. La sua fondazione risale al 2 dicembre 1953.
Uiraúna confina con 5 comuni paraibani (Vieirópolis, São João do Rio do Peixe, Poço Dantas, Joca Claudino e Poço de José de Moura) e 2 comuni potiguar (Paraná e Luís Gomes).
Conosciuta come la Terra dos Músicos, Sacerdotes e Médicos (Terra dei Musicisti, Sacerdoti e Medici), a causa della forte vocazione degli abitanti a queste professioni. Uiraúna è una delle città principali dell'alto Sertão Paraibano grazie al suo commercio attivo e posizione privilegiata, essendo una delle vie di comunicazione più importanti tra le diverse microregioni della Paraíba con Rio Grande do Norte e Ceará.

## Storia
La storia di Uiraúna è legata allo sviluppo della coltivazione della canna da zucchero sulla costa paraibana, causato dalla concorrenza con le Antille, che fecero dell'allevamento estensivo la base economica dell'entroterra. Ciò favorì l'occupazione di Uiraúna con la creazione di itinerari e fiere del bestiame. Inoltre, trovandosi al confine tra tre stati (Paraíba, Ceará e Rio Grande do Norte), la città possedeva una posizione strategica.
Un altro fattore importante per la sua colonizzazione fu lo spirito espansionista della famiglia D'Ávila, che annesse ai propri domini le terre bagnate dal Rio do Peixe (Sousa, São João do Rio do Peixe, Uiraúna...). Essi provenivano dalla residenza storica Casa da Torre, nel Bahia, ed esplorarono gran parte del Nordest brasiliano con l'intento di accumulare capitali attraverso l'allevamento del bestiame.
Considerando il vasto territorio conquistato, i D'Ávila, per garantire l'ordine e imporre la sovranità del Portogallo, iniziarono a concedere titoli come Capitano Maggiore e Sergente Maggiore; tra gli altri, con lo scopo di stabilire il dominio sulle loro terre, nominarono anche avvocati che pagavano loro dei tributi e li servivano in cambio del sostegno e della forza del governo coloniale.
Ci sono notizie che attestano che nel 1691 il Capitano Maggiore Antônio José da Cunha, originario di Pernambuco, si stabilì nella regione dove oggi si trova il comune, organizzando allevamenti di bestiame e ottenendo l'amicizia dei piccoli indigeni Icós che abitavano la regione del Rio do Peixe e facevano parte della tribù dei Tapuio-Cariris.
In questo frangente, verso la fine del XVIII secolo, il territorio fu donato sotto forma di sesmaria agli alfieri Alexandre Moreira Pinto e João Nunes Leitão.
Vale la pena sottolineare l'importanza del Rio do Peixe, che, anche se in modo intermittente, si rivelò un importante mezzo di sopravvivenza sia per i nativi che per gli allevatori di bestiame e i rispettivi schiavi.
Nella seconda metà del XIX secolo, João Claudino de Galiza, Henrique Caetano de Galiza, Claudino Coutinho de Galiza e Joaquim Duarte Coutinho si stabilirono nella regione e nel 1872 le diedero il nome di Belém do Arrojado.
Intorno al 1874, una modesta cappella fu fondata da Padre José Joaquim de França Coutinho (figlio di Joaquim Duarte Coutinho e França Caetano Coutinho), che era stato ordinato sacerdote nel Seminario di Olinda e tornò con l'obiettivo di costruire la cappella. Nello stesso luogo in cui fu costruita, attualmente si trova la Igreja Matriz Jesus, Maria e José. Il patronato della Sacra Famiglia persiste nel comune dal XIX secolo.
Per il suo lavoro e l'amore per la sua terra, Padre França è considerato il fondatore del comune, e nel 1940 è stata eretta una statua in suo onore nella piazza e nella via che portano il suo nome.
Parallelamente all'arrivo degli allevatori di bestiame nel sertão, in Brasile, soprattutto negli stati del Nordest e del Sud, nacque una nuova classe di lavoratori, i tropeiros, che svolsero un ruolo estremamente importante per i paesi e le città dell'entroterra, poiché in assenza dei camion (che erano stati inventati nel 1896, ma che sarebbero arrivati in Brasile solo decenni dopo a causa del loro costo estremamente elevato) venivano usati per guidare truppe di muli alla ricerca di prodotti necessari all'entroterra in altre città. I tropeiros dell'Uiraunense erano conosciuti come “Tropeiros do Sertão” e generalmente si recavano a Cariri cearense e Mossoró in cerca di rapadura, cotone e farina.
Durante la Prima Repubblica, il comune fu teatro di due grandi ribellioni famose ancora oggi, da parte della Colonna Prestes e di Lampião. La Coluna Miguel Costa-Prestes, meglio conosciuta come Coluna Prestes, fu un movimento politico-militare che predicava l'insoddisfazione nei confronti della Prima Repubblica, l'esigenza del voto segreto e la difesa dell'istruzione pubblica. Guidata da Luís Carlos Prestes, la ribellione attraversò le terre di Padre França, inizialmente per la comunità di Aparecida, subito dopo l'arrivo a Luís Gomes e al successivo ritorno nelle terre Uiraunensi, si recò a Olho d'Água Seco, poi a Santa Umbelina e anche a Quixaba, quando partì verso il comune di Vieiropolis. Lampião fu il cangaceiro più famoso della storia del Brasile, e le sue visite a Uiraúna (1927) furono notevolmente rapide; sia nella prima che nella seconda percorse lo stesso itinerario. Un fatto curioso da menzionare è che Lampião iniziò a perdere nelle sue battaglie in seguito al suo ritiro nella regione, finché non fu ucciso undici anni dopo.
In questo periodo si verificò anche un evento che influenzò la formazione culturale del comune: la Rivolta di Juazeiro, che consistette in uno scontro armato tra le oligarchie del Ceará e il governo federale, causato dall'ingerenza del potere centrale nella politica statale. Infatti, nel 1911, il sindaco di Juazeiro do Norte, Padre Cícero, decise di non accettare alcuni ordini del governo federale; in risposta il governo inviò delle truppe, creando un vero e proprio conflitto all'interno del Ceará, così diverse persone, temendo ciò che sarebbe potuto accadere, presero rifugio in altre città. Fu così che quattro musicisti della città di Missão Velha finirono a Uiraúna, e in cerca di lavoro parlarono con Padre Costa, che insieme a loro ebbe l'idea di insegnare musica alla gente di Uiraúna. In questo modo nacque nel 1914 la Banda Costa Correia, che oggi si chiama Banda de Música Jesus, Maria e José, e venne dato al comune il titolo di terra dei musicisti.
Il periodo d'oro del comune è avvenuto durante la coltivazione del cotone: furono gli allevatori di bestiame del XIX secolo a dare il maggior contributo allo sviluppo di queste terre. L"oro bianco", come veniva chiamato in passato, era perfettamente adatto al terreno uiraunense e paraibano e, poiché la produzione era elevata, arrivarono a Uiraúna diversi cotonifici, come SANBRA e ALGASA. La città viveva di cotone e il suo sviluppo partì da esso, portando anche banche come PARAIBAN, Caixa Econômica Federal e Bradesco, ma un insetto originario dell'America Centrale, il punteruolo, infestò tutto il Brasile, causando ingenti perdite alla città; l'esempio più importante è la fine di tutte le aziende sopra menzionate e la perdita di tutta la produzione, portando Uiraúna e l’intero Brasile ad una grave crisi.
Nel 1994 perse parte del suo territorio: i quartieri di Poço Dantas e Santarém (attuale Joca Claudino) si emancipano, ottenendo lo status di comuni.

## Galleria d'immagini

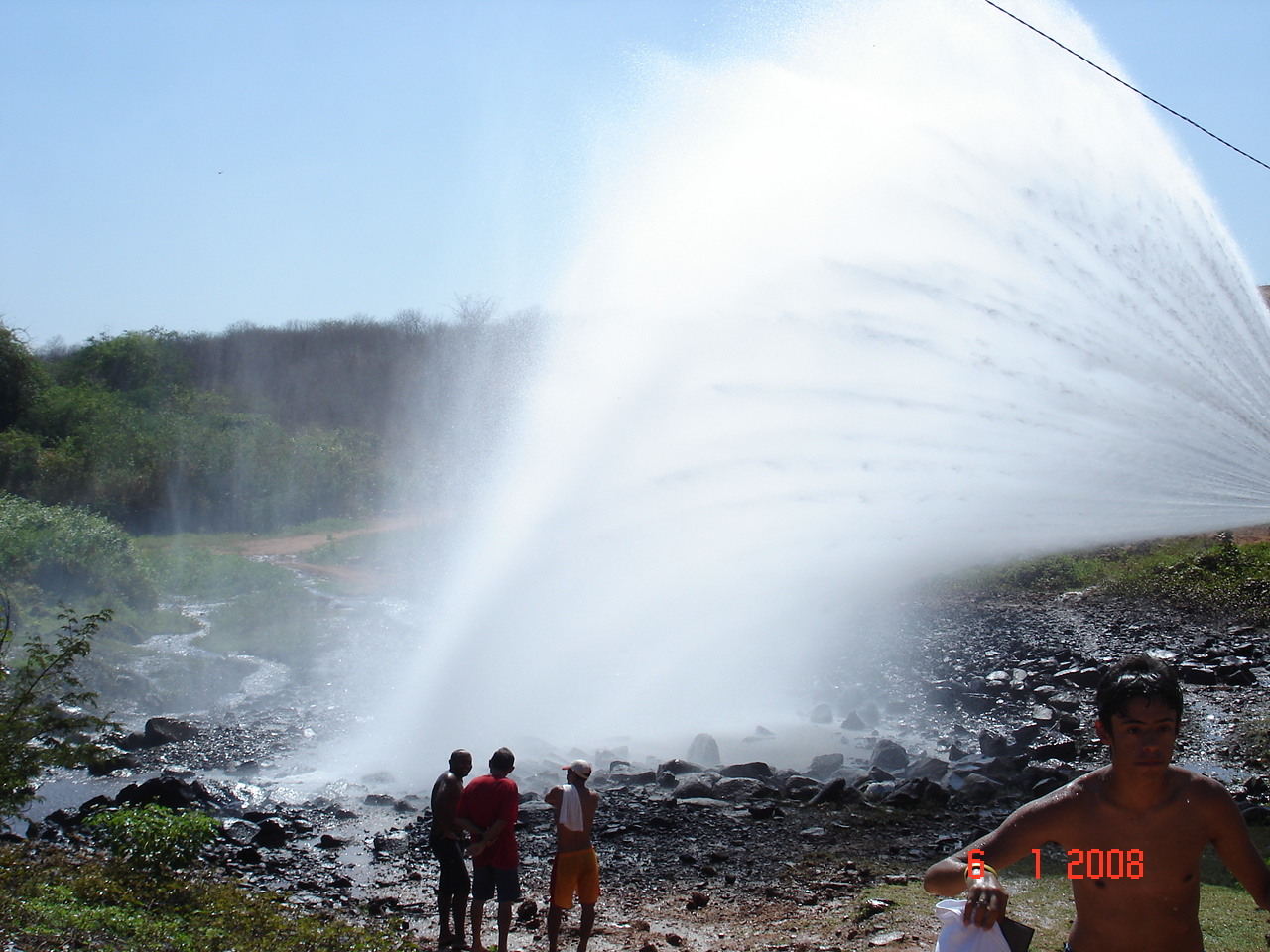
Barragem de Capivara, punto turistico nella zona rurale di Uiraúna